# Канди, Джованни
Джова́нни Ка́нди (итал. Giovanni Candi, также встречаются написания имени как Zuan и Zuane, а фамилии — как Chandj, Chandjs и de Candi; умер в 1506 году в Венеции) — итальянский (венецианский) архитектор. Возможный автор Палаццо-дей-Реттори в Беллуно и Палаццо-Контарини-дель-Боволо в Венеции.

## Биография
О ранней биографии Джованни Канди известно мало. Он впервые упоминается в документе от 22 октября 1460, где он назван мужем Лучии Поссато, дочери Бартоломео, там же он именуется с использованием титула magister, что означает его работу в области «искусства» (arte). Джованни Канди также упоминается в феврале 1463 года в завещании своего отца Маттео Канди, плотника, вместе с братом по имени Бенедетто, о котором ничего не известно, и матерью по имени Аньезе. В 1466 году он был членом скуолы Сан-Марко, что может говорить о его достаточном профессиональном уровне к тому моменту. Позднее он упоминается среди принимавших участие в восстановлении здания скуолы Сан-Марко, пострадавшего во время пожара в Великий четверг 1485 года.
В 1496 году Канди был приглашён в Беллуно для строительства нового здания Палаццо-дей-Реттори, однако по мнению Микеланджело Гуггенхайма он не был архитектором этого здания, а лишь каменщиком и столяром на строительстве. Среди других сооружений Канди называют винтовую лестницу в Палаццо-Контарини-дель-Боволо в Венеции (окончен в 1499 году), а некоторые исследователи полагают, что и сам палаццо был построен Канди.
В последний раз имя Джованни Канди упоминается 9 августа 1506 года, когда он проживал в конфрерии Сан-Марко в Венеции. Известно, что он скончался в том же году, но точная дата смерти неизвестна.